# Min Shan
De Min Shan (Chinees: 岷山, pinyin:Mín Shān) is een gebergte in het westen van China, gelegen in de provincies Sichuan en Gansu. Het is een noordoostelijke uitloper van de Hengduan Shan en een van de berggebieden die de oostelijke rand van het Tibetaans Plateau vormen.
Het gebergte heeft een lengte van ongeveer 500 km van noord naar zuid. In het noorden komt het samen met de Qinling Shan die naar het oosten loopt, en de Kunlun Shan, die naar het westen loopt. In het westen vormt de gelijknamige Minrivier de scheiding met de Qionglai Shan, die verder naar het zuiden doorloopt. Geologisch zijn de Min Shan en Qionglai Shan delen van dezelfde bergketen. Beide kunnen beschouwd worden als noordoostelijke uitlopers van de Hengduan Shan.
De hoogste top, de Xuebao Ding (Chinees: 雪宝顶) is 5588 m en ligt in het oosten van het gebergte in de landstreek Sungqu. Het is de waterscheiding tussen twee belangrijke rivieren in het land, de Gele Rivier (Huanghe) en de Yangtze. Het natuurgebied Jiuzhaigou en het nationale park Huanglong liggen in de Min Shan. Het is het leefgebied van een aantal zeldzame diersoorten waaronder de zwartkeelnachtegaal en reuzenpandas.